# Gmina Špišić Bukovica
Gmina Špišić Bukovica (chorw. Općina Špišić Bukovica) – gmina w Chorwacji, w żupanii virowiticko-podrawskiej. W 2011 roku liczyła 4221 mieszkańców.

## Miejscowości
Miejscowości wchodzące w skład gminy Špišić Bukovica:
- Bušetina
- Lozan
- Novi Antunovac
- Okrugljača
- Rogovac
- Špišić Bukovica
- Vukosavljevica